# Generalleutnant
Generalleutnant est un grade d'officier général de l'armée allemande et de l'armée autrichienne.

## Historique
Utilisé depuis le XIXe siècle, le rang de classement de ce grade dépend de la période concernée. Avant 1955, Generalleutnant correspondait au grade de général de division en France. Depuis 1955, il correspond au grade de général de corps d'armée dans la hiérarchie militaire française.

## Rang dans l'armée allemande

### Bundeswehr
Grade de Generalleutnant dans l'armée (la Bundeswehr) de la République fédérale d’Allemagne, depuis 1955 :
- Brigadegeneral (1 étoile) ;
- Generalmajor (2 étoiles) ;
- Generalleutnant (3 étoiles) ;
- General (4 étoiles).

### Deutsches Heer
Grade de Generalleutnant dans l'armée (la Deutsches Heer) de l'Empire allemand, de 1871 à 1919 :
- Generalmajor ;
- Generalleutnant ;
- General (général d'une arme en particulier, par exemple General der Kavallerie pour général de cavalerie) ;
- Generaloberst (depuis 1854).
- Generalfeldmarschall.

### Nationale Volksarmee
Grade de Generalleutnant dans l'armée (la Nationale Volksarmee) de la République démocratique allemande de 1956 à 1990 :

### Reichswehr
Grade de Generalleutnant dans l’armée allemande (la Reichswehr) de la république de Weimar de 1921 à 1935 :
- Generalmajor  ;
- Generalleutnant ;
- General (général d'une arme en particulier, par exemple General der Infanterie pour général d'infanterie) ;
- Generaloberst.

### Wehrmacht
Grade de Generalleutnant dans l'armée allemande (la Wehrmacht) du Troisième Reich, de 1935 à 1945 :
- Generalmajor  ;
- Generalleutnant ;
- General (général d'une arme en particulier, par exemple General der Artillerie pour général d'artillerie) ;
- Generaloberst ;
- Generalfeldmarschall ;
- Reichsmarschall (grade spécialement créé pour Hermann Göring).

### Waffen-SS
La Waffen-SS, créée en 1939, était la composante militaire de la SS, l'organisation paramilitaire rattachée au parti nazi. C'était donc une force militaire complémentaire à la Wehrmacht ; son objet était ainsi de participer aux combats de la Seconde Guerre mondiale.
Grade de Generalleutnant dans la hiérarchie de la Waffen-SS, de 1939 à 1945
- SS-Brigadeführer und Generalmajor der Waffen-SS ;
- SS-Gruppenführer und Generalleutnant der Waffen-SS ;
- SS-Obergruppenführer und General der Waffen-SS ;
- SS-Oberst-Gruppenführer und Generaloberst der Waffen-SS ;
- Reichsführer-SS[b].